# Suhaib ar-Rūmī
Ṣuhaib ibn Sinān ar-Rūmī (arabisch صهيب الرومي; geboren um 590; gestorben im März 659) war ein Prophetengenosse. Er gehört zu den ersten 30 Personen, die den Islam annahmen.

## Leben
Ṣuhaib ar-Rūmī wurde etwa 30 Jahre vor der Hidschra geboren und gehörte zum nizāritischen Zweig der Nordaraber. Bei diesem Zweig handelt es sich um die Banū an-Namir b. Qāsit, in deren Genealogie Ṣuhaib als die bedeutsamste Person gilt. Ṣuhaibs ursprünglicher Name lautete ʿUmaira, wurde jedoch später durch byzantinischen Einfluss geändert. Der Vater oder Onkel Ṣuhaibs war Statthalter der Sassaniden in der Region Mossul. Ṣuhaib geriet als Kind bei einem Krieg zwischen den Sassaniden und Byzanz in Gefangenschaft und wurde versklavt. Er wuchs unter Griechen auf und sprach nur noch gebrochen Arabisch. Aus diesem Grunde erhielt Ṣuhaib später die Nisba „der Rhomäer“ (arab. „ar-Rūmī“). ʿAbdallāh b. Dschudʿān erwarb Ṣuhaib von den Banū Kalb und ließ ihn Überlieferungen zufolge frei. Abweichend davon berichteten Nachkommen Ṣuhaibs, ihr Ahnherr sei geflohen und mit ʿAbdallāh b. Dschudʿān eine Eidgenossenschaft eingegangen. Bekanntschaft mit Mohammed schloss Ṣuhaib vor dessen Offenbarungserlebnissen. Den Islam nahm Ṣuhaib in der ersten Phase der Verkündigung im Haus von al-Arqam ibn Abī l-Arqam, dem sogenannten  dār al-Arqam an.
Bald nach seiner Bekehrung zum Islam wurde Ṣuhaib von mekkanischen Gegnern Mohammeds gefoltert, die ihn als wehrloses Opfer betrachteten, da er keine Sippe hatte, die für ihn eintrat. Sie schlugen ihn und zogen ihm eine eiserne Rüstung an und setzten ihn der Sonne aus, so die Überlieferung. Dies begründete Ṣuhaibs Ruf, für den Glauben auch Qualen und Erniedrigungen zu ertragen. Ṣuhaib wird auch oft als Vertreter der sogenannten Mustadʿafīn betrachtet, der Unterdrückten oder des sozial schwachen Teils der Mekkanischen Bevölkerung.
Mohammed soll einer Überlieferung entsprechend gesagt haben, Ṣuhaib werde der erste Byzantiner sein, der ins Paradies komme. Ferner gab Mohammed ihm die Kunya Abū Yaḥyā („Vater von Yahya“), obwohl er keinen Sohn dieses Namens hatte.
Nach der Hidschra ließen die Widersacher Mohammeds Ṣuhaib erst nach Medina ziehen, als er sein Vermögen aufgegeben hatte, da er ohne Vermögen nach Mekka gekommen sei und es entsprechend ohne verlassen müsse. Mohammed soll gesagt haben, dass Ṣuhaib dabei derjenige war, der einen Gewinn machte.  Ṣuhaib war einer der letzten Muslime, die Mekka verließen.
Ṣuhaib lebte in Medina in der Suffa nahm an allen wichtigen Kämpfen gegen die Mekkaner teil, darunter die Schlachten von Badr und Uhud und die Grabenschlacht.
Ṣuhaib genoss unter den ersten beiden Kalifen hohes Ansehen und leitete das Gebet bei Omars Beerdigung. Während der Fitna suchte Ṣuhaib  den Ausgleich. Er verstarb in Medina im Jahr 659 und wurde auf dem Friedhof Baqīʿ al-Gharqad bestattet.
Ṣuhaib heiratete Raita, die Schwester der Prophetengattin Umm Salama. Er hatte die Söhne Ḥabīb, Ḥamza, Saʿd, Ṣāliḥ, Ṣaifī, ʿAbbād, ʿUthmʿān und Muḥammad.